# Фрідріх I (герцог Нижньої Лотарингії)
Фрідріх I (нім. Friedrich von Luxemburg; 1003/1005 — 28 серпня 1065) — 6-й герцог Нижньої Лотарингії в 1046—1065 роках. За переліком свого роду вважається також Фрідріхом II.

## Життєпис
Походив з Арденнського дому, його Люксембурзької лінії (Старший Люксембурзький дім). Другий син Фрідріха I, графа Мозельгау, та Ірментруди фон Веттерау. Народився у 1003 або 1005 році. Після смерті батька у 1019 році успадкував фогтства в абатствах Мальмеді і Стабло. Також від матері успадкував володіння Баелен, де близько 1020 року звів замок Лімбург, що згодом став центром графства Лімбург. Замолоду оженився з представницею Булонського дому.
Завдяки впливу старшого брата Генріха II, графа Люксембургу, при дворі імператора Генріха III, отримав у 1046 році герцогство Нижня Лотарингія замість родича з Верденської лінії Гоцело II, а 1047 року — Антверпенську марку після придушення повстання Готфріда II, герцога Верхньої Лотарингії. 1049 року помирає дружина Фрідріха I.
Був вірною опорою імператорської влади в Нижній Лотарингії, в чому йому допомагав брат Адальберон, єпископ Меца. Разом з тим Фрідріх вступив в конфлікт з архієпископами Кельна — спочатку Германом II, потім Анно II.
Завдяки другому шлюбу у 1055 році Фрідріх I отримав якісь володіння в Саксонії, але він обміняв їх на Ла Рош-ан-Арденн.
Помер 1065 року і був похований в абатстві Стабло поруч зі своєю першою дружиною. Його особисті володіння успадкувала донька Ютта, крім Ла Роша, яке дісталося удові Іді. Герцогство Нижня Лотарингія перейшло до Готфріда Бородатого.

## Родина
1. Дружина — Герберга, донька Есташа I, графа Булоні.
Діти:
- Ютта, дружина Валерана I, графа Арлона, що став засновником роду графів Лімбурзьких

2. Дружина — Іда, донька Бернхарда II Біллунга, герцога Саксонії.
Дітей не було.